# Липники (Пинский район)
Ли́пники (бел. Ліпнікі)— деревня в Пинском районе Брестской области Беларуси. В составе Бобриковского сельсовета. Расположена в 7 км от автодороги Ганцевичи — Логишин (Р-105) и в 55 км от города Пинск. Население — 88 человек.

## История
- 1665 год — Мария Лукреция Колец, из дома маркграфов Строззи, дарит Липники Пинскому доминиканскому монастырю
- XIX век — владельцами Липник становятся Скирмунтты
- 1943 год — фашистами уничтожен 31 двор и убито 7 жителей

## Достопримечательности
- Мемориальная доска партизанам в память отряда «Храбрецы» НКГБ СССР, который действовал в районе деревни с октября 1943 по июнь 1944 года;
- Обелиск на бывшей могиле советских летчиков и партизан, останки которых перезахоронены в деревне Погост-Загородский.